# Kloster Reistingen

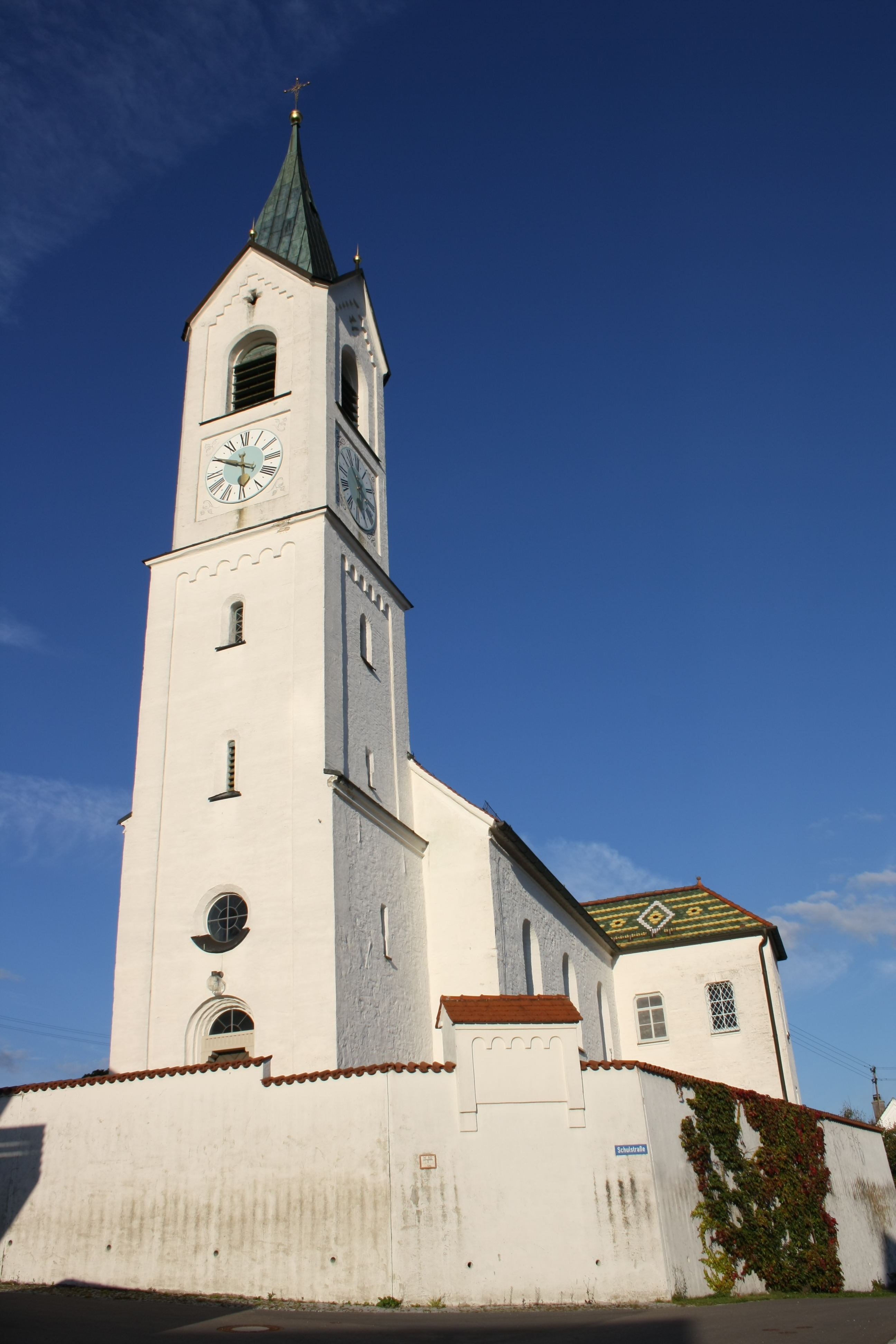
Pfarrkirche St. Vitus

Das Kloster Reistingen ist ein ehemaliges Kanonissenstift in Reistingen, einem Ortsteil von Ziertheim in Bayern.

## Geschichte
Das im 14. Jahrhundert St. Petrus, heute: St. Petrus und St. Vitus geweihte Kloster wurde vor 1250 durch die Grafen von Dillingen gegründet. Bis Mitte des 13. Jahrhunderts war es wohl Benediktinerkloster, ab dem 13./14. Jahrhundert Kanonissenstift. Papst Nikolaus V. hob 1450 das Stift zugunsten der bischöflichen Mensa von Augsburg auf. 1465 verwendete der Bischof einen Teil der Einkünfte zum Ankauf liturgischer Bücher für seine Dillinger Hofkapelle. Die Stiftskirche wird heute als Pfarrkirche St. Vitus genutzt.